# Megazosteria patula
Megazosteria patula är en kackerlacksart som först beskrevs av Walker, F. 1868.  Megazosteria patula ingår i släktet Megazosteria och familjen storkackerlackor. Inga underarter finns listade i Catalogue of Life.